# 涙2 (LOVEヴァージョン)
「涙2（LOVEヴァージョン）（なみだなみだ・らぶヴァージョン）」は、1992年3月1日に発売された爆風スランプ21枚目のシングル。

## 概要
タイトルの読みは「なみだにじょう（涙2乗）」ではなく「なみだなみだ」である。
本項では、 進研ゼミ限定ソングである「涙2（青春ヴァージョン）（なみだなみだ・せいしゅんヴァージョン）」についても扱う。
オリコンチャートでは初登場こそベスト10圏外であったが、登場6週目で最高順位である2位を記録、3週連続2位が続いた。爆風スランプ最大のヒット・シングル。
2020年4月29日にサンプラザ中野くん名義（ソロ）のミニ・アルバム「感謝還暦」の中に「涙2 (2020 青春 Ver.)」が収録された。

## 「涙2（青春ヴァージョン）」
福武書店（現：ベネッセコーポレーション）の通信教育「進研ゼミ 中学講座」のCMテーマソングとして、歌詞内容を変更した「涙2（青春ヴァージョン）」が使用された。この青春ヴァージョンは一般販売されておらず（アルバム未収録）、進研ゼミ会員のみ特典8cmCDとして配布された。青春ヴァージョン収録の特典CDには、カップリング曲が存在しない代わりに、サンプラザ中野による「チャレンジメイト（当時の進研ゼミ会員の呼称。略称は「チャレメ」）へのメッセージ」というボーナス・トラックが収録。CDプレイヤーを所有していない家庭のために、添付葉書を送るとカセットテープ版を入手出来た。

## 「LOVE～」と「青春～」での歌詞の違い
以下のように歌詞内容が異なる。
LOVEヴァージョン
両想いであるにもかかわらず心ならずも失恋した男女の一方が、相手との思い出を励みに明日を生きようとする強さを歌ったものとなっている。
青春ヴァージョン
学校の卒業に伴う友や恋人との別れやその辛さを乗り越えて、運命が与え続ける永遠の苦しみと困難へと立ち向かう強さを手に入れんと立ち上がる強さを歌ったものとなっている。

## 収録曲

### LOVEヴァージョン版
1. 涙2（LOVEヴァージョン）
作詞：サンプラザ中野　作曲：パッパラー河合　編曲:BAKUFU-SLUMP
2. YOROKOBI
作詞：サンプラザ中野　作曲：喜多郎　編曲:BAKUFU-SLUMP
BARBEE BOYSの杏子がゲスト・ボーカルで参加。
3. 涙2＜オリジナル・カラオケ＞
作詞：サンプラザ中野　作曲：パッパラー河合　編曲:BAKUFU-SLUMP

### 青春ヴァージョン版
1. チャレンジメイトへのメッセージ
コメント：サンプラザ中野
2. 涙2（青春ヴァージョン）
作詞：サンプラザ中野　作曲：パッパラー河合　編曲:BAKUFU-SLUMP
3. 涙2＜オリジナル・カラオケ＞
作詞：サンプラザ中野　作曲：パッパラー河合　編曲:BAKUFU-SLUMP

## 収録アルバム
- 青春玉 -学生時代- (#1)
- 決定版!爆風スランプ大全集 (#1)
- SINGLES (#1)
- GOLDEN☆BEST 爆風スランプ ALL SINGLES (#1)
- 40th Anniversary BEST IKIGAI 2024 (#1)